# سازمان توسعه روستایی آفریقایی آسیایی
سازمان توسعه روستایی آفریقایی آسیایی (AARDO) (با نام قدیمی Afro-Asian Rural Development Organization), در سال ۱۹۶۲ تشکیل شد و یک سازمان مستقل بین دولتی است. که شامل ۳۰ عضو از آفریقا و آسیا است.AARDO به توسعه درک متقابل اعضا از مشکلات یکدیگر و ایجاد فرصت برای تلاش هماهنگ برای ترویج رفاه و ریشه کنی تشنگی، گرسنگی، بی سوادی، بیماری و فقر در میان مردم روستایی اختصاص داده شده‌است.

## کشورهای عضو
- بورکینافاسو
- جمهوری عربی مصر
- جمهوری فدرال دموکراتیک اتیوپی
- جمهوری گامبیا
- جمهوری غنا
- جمهوری کنیا
- جمهوری لیبریا
- جمهوری عربی بزرگ سوسیالیست خلق لیبی
- جمهوری مالاوی
- جمهوری موریس
- پادشاهی مراکش
- جمهوری فدرال نیجریه
- جمهوری سیرالئون
- جمهوری سودان
- جمهوری زامبیا
- جمهوری خلق بنگلادش
- جمهوری چین (تایوان)
- جمهوری هند
- جمهوری عراق
- ژاپن
- پادشاهی اردن هاشمی
- کره جنوبی
- جمهوری لبنان
- مالزی
- عمان امیر نشین
- جمهوری اسلامی پاکستان
- جمهوری فیلیپین
- جمهوری عربی سوریه
- جمهوری یمن